# 1587년
1587년은 목요일로 시작하는 평년이다.

## 연호
- 명(明) 만력(萬曆) 15년
- 일본(日本) 덴쇼(天正) 15년
- 후 레 왕조(後黎朝) 꽝흥(光興) 10년
- 막 왕조(莫朝) 도안타이(端泰) 3년

## 기년
- 류큐(琉球) 쇼에이왕(尚永王) 15년
- 명(明) 신종 만력제(神宗 萬曆帝) 15년
- 조선(朝鮮) 선조(宣祖) 20년
- 후 레 왕조(後黎朝) 세종(世宗) 15년
- 막 왕조(莫朝) 막머우헙(莫茂洽) 23년

## 사건
- 2월 26일(음력) - 정해왜변(丁亥倭變), 왜구들이 전라도 남해안을 침범했다.(선조 20)

## 탄생
- 1월 8일 - 독일의 천문학자 요하네스 파브리치우스
- 조선 중기의 무신 이괄

## 사망
- 2월 8일 - 메리 스튜어트, 스코틀랜드의 여왕.
- 녹도권관 이대원 장군이 정해왜변(丁亥倭變)에서 왜구와 싸우다 전사했다.